# BR-467
A BR-467 é uma rodovia de ligação brasileira, localizada no estado do Paraná. Passa pelo mesmo trajeto da BR-163, portanto quase confundindo as nomenclaturas. Seu traçado tem início na junção com a  Avenida Capitão Heitor Mendes e a Rodovia Municipal Gustavo Giaretta, na localidade de Porto Mendes, município de Marechal Cândido Rondon, atravessa os municípios de Quatro Pontes e Toledo, finalizando no entroncamento das rodovias BR-277, BR-369 e Avenida Brasil, no Trevo Cataratas, em Cascavel.   
No trecho entre Cascavel e Toledo, no Paraná está duplicado desde o final do ano de 2006. Neste traçado é denominada Rodovia José Neves Formighieri.
O traçado entre Toledo e Marechal Cândido Rondon está duplicado em toda a sua extensão. Este traçado inclui o trecho denominado como Rodovia Dr. Ernesto Dall'Óglio que vai de Toledo a Quatro Pontes.
De grande importância econômica, faz a integração dos municípios do Oeste do Paraná, Mato Grosso do Sul e Mato Grosso com a capital e o Norte do Paraná, a região da Tríplice Fronteira com a Argentina e Paraguai, em Foz do Iguaçu, como também com os Portos de Paranaguá e Antonina, no litoral paranaense.

## Trechos da Rodovia
A rodovia possui uma extensão total de aproximadamente 118,04 km, podendo ser dividida em 21 trechos, conforme listados a seguir:
| Início do Trecho | Final do Trecho                                                          | Extensão | Situação    | Denominação                                       |
| --- | ------------------------------------------------------------------------ | -------- | ----------- | ------------------------------------------------- |
| Porto Mendes, Marechal Cândido Rondon (Entroncamento Avenida Capitão Heitor Mendes/Rodovia Municipal Gustavo Giaretta) | Bom Jardim, Marechal Cândido Rondon                                      | 9,02 km  | Pavimentado | Rua Hugo Simas (Dentro de Porto Mendes)           |
| Bom Jardim, Marechal Cândido Rondon                                                                                    | Início P. U. Iguiporã, Marechal Cândido Rondon                           | 6,14 km  | Pavimentado | Avenida Aluísio Allebrandt (Dentro de Bom Jardim) |
| Início P. U. Iguiporã, Marechal Cândido Rondon                                                                         | Final P. U. Iguiporã, Marechal Cândido Rondon                            | 0,49 km  | Pavimentado | Avenida Luiz Ernesto Fleck                        |
| Final P. U. Iguiporã, Marechal Cândido Rondon                                                                          | Entroncamento PR-495 (Iguiporã, Marechal Cândido Rondon)                 | 0,71 km  | Pavimentado | N/D                                               |
| Entroncamento PR-495 (Iguiporã, Marechal Cândido Rondon)                                                               | Vila Curvado, Marechal Cândido Rondon                                    | 5,64 km  | Pavimentado | N/D                                               |
| Vila Curvado, Marechal Cândido Rondon                                                                                  | PR-970 Marechal Cândido Rondon                                           | 4,73 km  | Pavimentado | N/D                                               |
| PR-970 Marechal Cândido Rondon                                                                                         | Marechal Cândido Rondon (A)                                              | 0,50 km  | Pavimentado | N/D                                               |
| Marechal Cândido Rondon (A)                                                                                            | Entroncamento BR-163 (Marechal Cândido Rondon (B))                       | 6,40 km  | Duplicado   | Avenida Rio Grande do Sul                         |
| Entroncamento BR-163 (Marechal Cândido Rondon (B))                                                                     | Entroncamento PR-239 (Quatro Pontes (A))                                 | 3,80 km  | Duplicado   | N/D                                               |
| Entroncamento PR-239 (Quatro Pontes (A))                                                                               | Acesso a Quatro Pontes (B) (Rua Bagé)                                    | 2,40 km  | Duplicado   | Rodovia Dr. Ernesto Dall´ Óglio                   |
| Acesso a Quatro Pontes (B) (Rua Bagé)                                                                                  | Acesso a Dois Irmãos, Toledo                                             | 7,62 km  | Duplicado   | Rodovia Dr. Ernesto Dall´ Óglio                   |
| Acesso a Dois Irmãos, Toledo                                                                                           | Acesso à Vila Ipiranga, Toledo                                           | 5,05 km  | Duplicado   | Rodovia Dr. Ernesto Dall´ Óglio                   |
| Acesso à Vila Ipiranga, Toledo                                                                                         | Acesso a Toledo (A) (Avenida Ministro Cirne Lima)                        | 13,28 km | Duplicado   | Rodovia Dr. Ernesto Dall´ Óglio                   |
| Acesso a Toledo (A) (Avenida Ministro Cirne Lima)                                                                      | Acesso a Toledo (B) (Avenida Barão do Rio Branco)                        | 3,15 km  | Duplicado   | Rodovia Perimetral Norte                          |
| Acesso a Toledo (B) (Avenida Barão do Rio Branco)                                                                      | Entroncamento PR-182/Acesso a Toledo (C) (Avenida Parigot de Souza)      | 3,60 km  | Duplicado   | Rodovia Perimetral Norte                          |
| Entroncamento PR-182/Acesso a Toledo (C) (Avenida Parigot de Souza)                                                    | Entroncamento PR-317/Acesso a Toledo (D) (Avenida Maripá)                | 5,50 km  | Duplicado   | Rodovia José Neves Formigheri                     |
| Entroncamento PR-317/Acesso a Toledo (D) (Avenida Maripá)                                                              | Entroncamento BR-163/Contorno Oeste (Cascavel)                           | 24,00 km | Duplicado   | Rodovia José Neves Formigheri                     |
| Entroncamento BR-163/Contorno Oeste (Cascavel)                                                                         | Acesso a Cascavel (A) (Rua Jorge Lacerda)                                | 6,60 km  | Duplicado   | Rodovia José Neves Formigheri                     |
| Acesso a Cascavel (A) (Rua Jorge Lacerda)                                                                              | Entroncamento PR-486/Acesso a Cascavel (B)                               | 3,00 km  | Duplicado   | Rodovia José Neves Formigheri                     |
| Entroncamento BR-486/Acesso a Cascavel (B)                                                                             | Entroncamento PR-180 (Planejado)/Acesso a Cascavel (C) (Avenida Piquiri) | 0,72 km  | Duplicado   | Rodovia José Neves Formigheri                     |
| Entroncamento PR-180 (Planejado)/Acesso a Cascavel (C) (Avenida Piquiri)                                               | Entroncamento BR-277/BR-369/Avenida Brasil/Trevo Cataratas (Cascavel)    | 5,69 km  | Duplicado   | Rodovia José Neves Formigheri                     |